# Le Shérif aux mains rouges
Pour plus de détails, voir Fiche technique et Distribution.
Le Shérif aux mains rouges (The Gunfight at Dodge City) est un film américain réalisé par Joseph M. Newman, sorti en 1959.

## Synopsis
Après avoir abattu un officier de la Cavalerie par légitime défense pour une histoire de femme, le chasseur Bat Masterson se rend dans la ville de Dodge City où il retrouve son frère Ed, devenu marshall. Avec le soutien de sa fiancée Pauline et de son beau-père, le révérend Howard, Ed présente sa candidature pour le poste de shérif, face au corrompu Jim Regan. Bat décide alors de s'installer dans la ville. Il se lie vite d'amitié avec le docteur Sam Tremain puis s'éprend de la jolie Lily, une veuve qui peine à gérer le Saloon Lady Gay. Pour l'aider à remonter ses finances, Bat devient joueur professionnel, s'associe avec elle et investit une forte somme d'argent. Le succès du Saloon cause des problèmes de jalousie puis, un soir, Ed est tué par Dave Rudabaugh, cousin de l'officier que Bat a jadis abattu. Lassés par la violence perpétrée par les hommes de Regan, les notables de la ville décident de nommer Bat au poste de shérif afin de faire régner la loi...

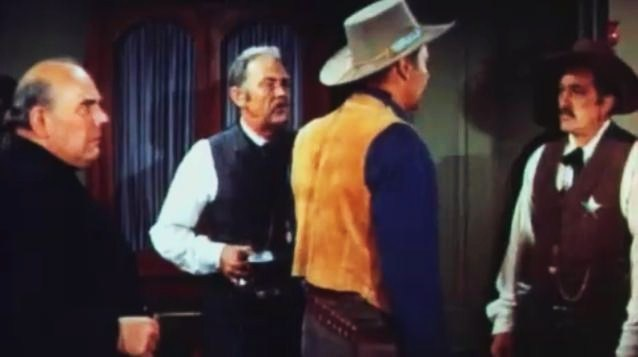
James Westerfield, John McIntire, Joel McCrea et Don Haggerty (de g. à d.)

## Fiche technique
- Titre : Le Shérif aux mains rouges
- Titre original : The Gunfight at Dodge City
- Réalisation : Joseph M. Newman
- Scénario : Martin Goldsmith et Daniel B. Ullman
- Production : Walter Mirisch
- Musique : Hans J. Salter
- Photographie : Carl E. Guthrie
- Pays d'origine : États-Unis
- Format : Couleurs - 2,35:1 - Mono
- Genre : Western
- Durée : 81 minutes
- Date de sortie : 1959

## Distribution
- Joel McCrea  (V.F : Jean Martinelli) : Bat Masterson
- Julie Adams : Pauline Howard
- John McIntire  (V.F : Jacques Berlioz) : Doc Sam Tremaine
- Nancy Gates (V.F : Paule Emanuele)  : Lily, propriétaire du saloon Lady Gay
- Richard Anderson  (V.F : Raymond Loyer) : Dave Rudabaugh
- James Westerfield  (V.F : Jean Brochard) : le révérend Howard
- Walter Coy (V.F : Pierre Leproux) : Ben Townsend
- Kasey Rogers (V.F : Marcelle Lajeunesse) : Molly Day
- Don Haggerty (V.F : Serge Nadaud) : le shérif Jim Regan
- Harry Lauter  (V.F : Claude Bertrand) : Ed Masterson
- Wright King : Billy Townsend
- Timothy Carey (non crédité) : le shérif-adjoint Forbes
- William Henry (non crédité) : un adjoint de Regan
- Frank Sully (non crédité) : un ivrogne

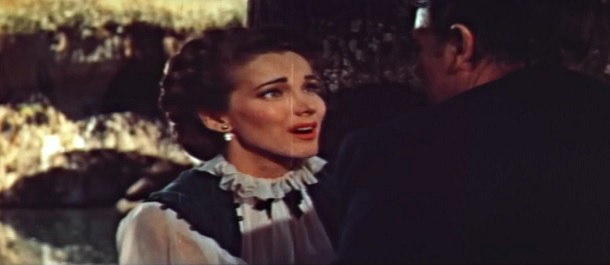
Julie Adams
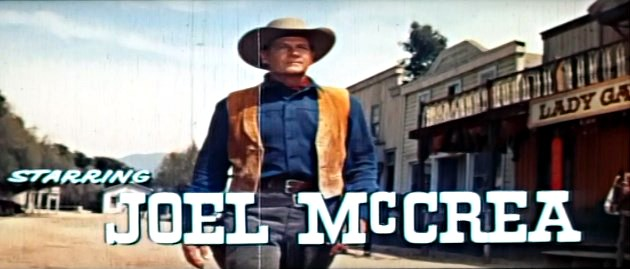
Joel McCrea
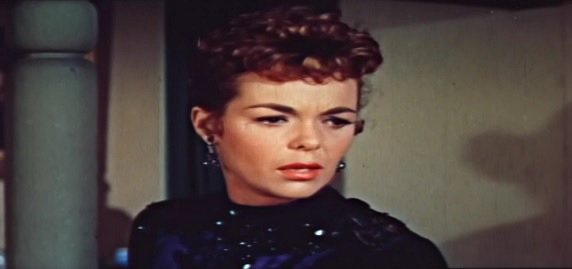
Nancy Gates

## Critique
Lors de sa rediffusion sur FR3, le 26 mai 1987, le magazine Télé 7 jours ne lui accorde qu'un seul « 7 » et juge qu'il s'agit d'« un film de série B honnêtement réalisé et interprété, mais sans grand intérêt. Une soirée acceptable pour les amateurs du genre. Sans plus. ».